# Championnat national de tennis des États-Unis 1913
Pour un article plus général, voir US Open de tennis.
Résultats détaillés de l’édition 1913 du championnat de tennis US National qui est disputée du 9 au 14 juin 1913.

## Palmarès
| Tableau          | Vainqueurs                                  | Vainqueurs | Score              | Finalistes                     | Finalistes             |
| ---------------- | ------------------------------------------- | ---------- | ------------------ | ------------------------------ | ---------------------- |
| Simple dames     | Mary Kendall Browne                         | États-Unis | 6-2, 7-5           | Dorothy Green                  | États-Unis             |
| Simple messieurs | Maurice McLoughlin                          | États-Unis | 6-4, 5-7, 6-3, 6-1 | Richard Williams               | États-Unis             |
| Double dames     | Mary Kendall Browne Louise Riddell-Williams | États-Unis | 12-10, 2-6, 6-3    | Dorothy Green Edna Wildey      | États-Unis             |
| Double messieurs | Maurice McLoughlin Tom Bundy                | États-Unis | 6-4 7-5 6-1        | John Strachan Clarence Griffin | États-Unis             |
| Double mixte     | Mary Kendall Browne Bill Tilden             | États-Unis | 7-5, 7-5           | Dorothy Green S. Rogers        | États-Unis Royaume-Uni |

## Simple dames
|  |                     |  |   |   |  |
|  | Finale              |  |   |   |  |
|  |                     |  |   |   |  |
|  |                     |  |   |   |  |
|  | Mary Kendall Browne |  | 6 | 7 |  |
|  | Mary Kendall Browne |  | 6 | 7 |  |
|  | Dorothy Green       |  | 2 | 5 |  |

## Double dames
|  |                                    |  |    |   |   |
|  | Finale                             |  |    |   |   |
|  |                                    |  |    |   |   |
|  |                                    |  |    |   |   |
|  | Mary Kendall Browne Louise Riddell |  | 12 | 2 | 6 |
|  | Mary Kendall Browne Louise Riddell |  | 12 | 2 | 6 |
|  | Dorothy Green Edna Wildey          |  | 10 | 6 | 3 |

## Double mixte
|  |                                 |  |   |   |  |
|  | Finale                          |  |   |   |  |
|  |                                 |  |   |   |  |
|  |                                 |  |   |   |  |
|  | Mary Kendall Browne Bill Tilden |  | 7 | 7 |  |
|  | Mary Kendall Browne Bill Tilden |  | 7 | 7 |  |
|  | Dorothy Green S. Rogers         |  | 5 | 5 |  |